# 拉莫斯特1
拉莫斯特1（LAMOST 1）是位於天龍座的一個星團，距離太陽系8,600光年，包含已經被扯碎成移動星流的部分，它的總質量大約是25,000太陽質量，總光度是太陽的15,000倍。這些恆星在遠拱點為26,000光年的橢圓軌道上繞著銀河系的中心運轉。這些恆星有著相似的年齡和金屬量。這個星流的恆星是使用郭守敬望遠鏡的光譜發現的，並且可能是一個矮星系的殘餘部分。